# Musical Mountaineers
Musical Mountaineers es un corto de animación estadounidense de 1939, de la serie de Betty Boop. Fue producido por los estudios Fleischer y distribuido por Paramount Pictures.

## Argumento
En este corto hay una clara alusión al sangriento conflicto entre los Hatfield y los McCoy, dos familias rurales estadounidenses enfrentadas durante largos años, en la segunda mitad del siglo XIX. Incluso en un cartel situado en la propiedad de la familia protagonista del corto aparece una advertencia a la chusma Hatfield (en inglés: Hatfield crowd).
Betty viaja por una tortuosa carretera a través de las montañas cuando su vehículo se queda sin combustible. Aunque ella cree encontrarse en un paraje idílico, en realidad son tierras donde los vecinos viven en son de guerra y los carteles advierten del peligro de traspasar los límites de la propiedad.
El traqueteo del motor del auto de Betty alerta a la familia Peters, dueña de los terrenos adyacentes a la carretera. Los Peters se atrincheran en su cabaña, armados hasta los dientes. Creyendo ser víctimas de un ataque de los Hatfield, desconfían de Betty cuando acude a la cabaña a solicitar ayuda.

## Producción
Musical Mountaineers es la octogésima sexta entrega de la serie de Betty Boop y fue estrenada el 12 de mayo de 1939.